# Hespengau

Dorf im Hespengau.

Der Hespengau oder Haspengau (niederländisch und limburgisch Haspengouw, französisch Hesbaye) ist eine Region in Belgien, die zwischen den Städten Hasselt, Lüttich, Namur, Tienen und Löwen liegt und im Süden und Osten die Maas als natürliche Grenze hat.
Die Region ruht auf einem Kalkmassiv, das von einer Lössdecke überzogen ist und ist ein intensiv landwirtschaftlich genutztes Gebiet.

## Geschichte
Lateinische Urkunden des 11. Jahrhunderts erwähnen in dem Gebiet eine Grafschaft (Comitatus) Haspinga. Aus diesem Namen leiten sich die heutigen Bezeichnungen in französischer, niederländischer und deutscher Sprache ab. Das Gebiet gehört sowohl zum flämisch-niederländischen Sprachgebiet im Norden wie auch zum wallonisch-französischen Raum im Süden. Bezeichnend dafür ist das Namenspaar der Orte Heure-le-Romain, seit 1977 ein Ortsteil von Oupeye, und Diets-Heur, heute ein Ortsteil der Stadt Tongern.
Der Hespengau wird aufgeteilt in:
- den fruchtbaren „trockenen Haspengau“ im Süden mit dem Anbau von Weizen, Mais und Zuckerrüben sowie Rinderzucht, und
- den hügeligeren „feuchten Haspengau“ im Norden mit Grünlandwirtschaft und gelegentlichem Obstbau.

Die Unterscheidung beruht auf der Zahl der fließenden Gewässer, die sich im Hügelland häufiger finden als im Flachland.